# Наунет
Наунет (егип. Nwn.t) — египетская богиня, жена бога Нуна. Изображалась как женщина с головой стервятника, змеи, иногда уреей, увенчанной диском на голове, либо с головой кошки.
Вместе с Нуном является воплощением первозданной водной стихии, «первобытного океана». От Нуна и Наунет, олицетворявшей небо, произошли все остальные боги. От союза Нуна и Нунет появился Атум, получивший титул «мысль Птаха». Бог аромата Нефертум вышел из цветка лотоса, проросшего через предвечные воды Нуна.
Иногда отождествлялась с Хатхор, Мут и Нейт. Входит в огдоаду.